# 三明経
三明経（さんみょうきょう、巴: Tevijja-sutta, テーヴィッジャ・スッタ）とは、パーリ仏典経蔵長部の第13経。釈迦が「梵天界へ至る道」を説く。
類似の伝統漢訳経典として、『長阿含経』（大正蔵1）の第26経「三明経」がある。
経名の「三明」（さんみょう、巴: Tevijja, テーヴィッジャ）とは、「3つの智慧」の意味で、ここでは経中に話題として出てくる（バラモン達が伝統的に奉じる聖典である）「三ヴェーダ」（「リグ・ヴェーダ」「サーマ・ヴェーダ」「ヤジュル・ヴェーダ」）のこと。

## 構成

### 登場人物
- 釈迦
- ヴァーセッタ --- バラモンであるポッカラサーティの弟子
- バーラドヴァージャ --- バラモンであるタールッカの弟子

### 場面設定
ある時、釈迦は500人の比丘と共にコーサラ国のマナサーカタに赴き、アチラヴァティー川に差し掛かった。
そこでは、バラモンであるポッカラサーティの弟子ヴァーセッタと、同じくバラモンであるタールッカの弟子バーラドヴァージャが、互いの師の梵行の優越性について口論していた。
決着がつかない2人は、釈迦に2人の師のどちらの梵行を行えば梵天へと至れるのか問う。釈迦は、2人の師、ひいては「三明」（三ヴェーダ）に通じているとされる歴代のバラモン達の中で、存命中に梵天に至ったことがある者がいるのか問う。2人は否定する。釈迦は存命中に梵天に至れない者は、死後に梵天に至ることもないと述べる。
そして梵天へと至る梵行として、十善戒、六根清浄、正念正智、三衣一鉢による満足、五蓋の除去（五禅支の生成）、四無量心(四梵住)について述べ、それを行う比丘が梵天と共に住み、死後にも梵天へ生じるという。
2人は法悦し、三宝への帰依を誓う。

## 内容
釈迦はヴァーセッタに対して、自分が「梵天と梵天界へ至る道を知っている」と話す。ヴァーセッタは釈迦に、それを説くよう懇願する。

Brahmānañcāhaṃ vāseṭṭha pajānāmi brahmalokañca brahmalokagāminiñca paṭipadaṃ. Yathāpaṭipanno brahmalokaṃ upapanno, tañcapajānāmī"ti.
ヴァーセッタよ、私は梵天たち、および梵天と梵天界へ至る道を、よく知っている。行道し、梵天界へ再生した者を知っている。

## 日本語訳
- 『南伝大蔵経・経蔵・長部経典1』（第6巻） 大蔵出版
- 『パーリ仏典 長部（ディーガニカーヤ）戒蘊篇II』 片山一良訳 大蔵出版
- 『原始仏典 長部経典1』 中村元監修 春秋社